# Emmanuel de Rougé
Olivier-Charles-Camille-Emmanuel de Rougé (Paris, 11 de abril de 1811 - Sarthe, 27 de dezembro de 1872) foi um egiptólogo e filólogo francês, e membro da Casa de Rougé com o título de visconde.

## Vida
Era filho de Augustin Charles Camille de Rougé, quinto conde de Rougé, conde de Plessis-Bellière, marquês de Fay, e de Adélaïde Charlotte Colombe de La Porte de Riantz (1790 - 1852). Era membro da Legião de honra, membro do Institut de France, membro da Académie des sciences e da Académie des Inscriptions et Belles-Lettres (1853), conservador do museu egípcio do Louvre (1849), senador, Conselheiro do Estado (1854) e professor de arqueologia egípcia no Collège de France (1864). Escreveu vários livros sobre a história do Egito.

## Principais publicações
- Mémoire sur l'inscription du tombeau d'Ahmès, chef des nautoniers, (1851);
- Le Poème de Pentaour, (1861);
- Rituel funéraire des anciens égyptiens, (1861-1863);
- Recherches sur les monuments qu'on peut attribuer aux six premières dynasties de Manéthon, (1865);
- Chrestomathie égyptienne, ou Choix de textes égyptiens transcrits, traduits et accompagnés d'un commentaire perpétuel et précédés d'un abrégé grammatical, (1867-1876);
- Inscriptions hiéroglyphiques copiées en Égypte pendant la mission scientifique de M. le Vte Emmanuel de Rougé, publiées par M. le Vte Jacques de Rougé, (4 volumes, 1877-1879);
- Œuvres diverses, (6 volumes, 1907-1918); Alguns volumes estão disponíveis on-line: vol. 1 vol. 3 vol. 5 vol. 6